# مولد نجم (فلم)
مولد نجم فيلم مصري إنتاج 1991 بطولة علي حميدة .

## بطولة
- علي حميدة بدور إبراهيم
- أحمد سلامة بدور شريف
- مريم فخر الدين بدور بُثينة
- إنعام الجريتلى
- نهلة رأفت

## وصلة خارجية
صفحة الفيلم على موقع قاعدة بيانات الأفلام العربية.
1. ↑  مولد نجم (فلم) في قاعدة بيانات الأفلام العربية

## روابط خارجية
- مولد نجم على موقع قاعدة بيانات الأفلام العربية